# Campionati del mondo di ciclismo su pista 2018 - Omnium maschile
La gara di omnium maschile ai Campionati del mondo di ciclismo su pista 2018 si è svolta il 3 marzo 2018.

## Risultati

### Scratch
Prima di 4 prove
| Posizione | Atleta               | Nazione       | Giri persi | Punti |
| --------- | -------------------- | ------------- | ---------- | ----- |
| 1         | Jan-Willem van Schip | Paesi Bassi   |            | 40    |
| 2         | Eiya Hashimoto       | Giappone      |            | 38    |
| 3         | Daniel Holloway      | Stati Uniti   |            | 36    |
| 4         | Christos Volikakis   | Grecia        |            | 34    |
| 5         | Claudio Imhof        | Svizzera      |            | 32    |
| 6         | Simone Consonni      | Italia        |            | 30    |
| 7         | Benjamin Thomas      | Francia       |            | 28    |
| 8         | Raman Tsishkou       | Bielorussia   |            | 26    |
| 9         | Maximilian Beyer     | Germania      |            | 24    |
| 10        | Ivo Oliveira         | Portogallo    |            | 22    |
| 11        | Szymon Sajnok        | Polonia       |            | 20    |
| 12        | Oliver Wood          | Gran Bretagna |            | 18    |
| 13        | Campbell Stewart     | Nuova Zelanda |            | 16    |
| 14        | Albert Torres        | Spagna        |            | 14    |
| 15        | Lindsay De Vylder    | Belgio        |            | 12    |
| 16        | Felix English        | Irlanda       |            | 10    |
| 17        | Tomas Contte         | Argentina     |            | 8     |
| 18        | Niklas Larsen        | Danimarca     |            | 6     |
| 19        | Mamyr Staš           | Russia        |            | 4     |
| 20        | Aidan Caves          | Canada        |            | 2     |
| 21        | Ignacio Prado        | Messico       |            | 1     |
| 22        | Roman Gladyš         | Ucraina       |            | 1     |
| 23        | Nicolas Pietrula     | Rep. Ceca     |            | 1     |
| 24        | Leung Chun Wing      | Hong Kong     |            | 1     |

### Tempo race
Seconda di 4 prove
| Posizione | Ordine arrivo | Atleta               | Nazione       | Punti giri + | sprint giro | Punti totali |
| --------- | ------------- | -------------------- | ------------- | ------------ | ----------- | ------------ |
| 1         | 24            | Ivo Oliveira         | Portogallo    | 20           | 8           | 28           |
| 2         | 14            | Szymon Sajnok        | Polonia       | 20           | 5           | 25           |
| 3         | 16            | Campbell Stewart     | Nuova Zelanda | 20           | 5           | 25           |
| 4         | 21            | Ignacio Prado        | Messico       | 20           | 5           | 25           |
| 5         | 18            | Simone Consonni      | Italia        | 20           | 3           | 23           |
| 6         | 22            | Mamyr Staš           | Russia        | 20           | 2           | 22           |
| 7         | 19            | Raman Tsishkou       | Bielorussia   | 20           | 1           | 21           |
| 8         | 23            | Maximilian Beyer     | Germania      | 20           | 1           | 21           |
| 9         | 17            | Roman Gladyš         | Ucraina       | 20           | 0           | 20           |
| 10        | 3             | Oliver Wood          | Gran Bretagna | 0            | 3           | 3            |
| 11        | 1             | Christos Volikakis   | Grecia        | 0            | 1           | 1            |
| 12        | 13            | Benjamin Thomas      | Francia       | 0            | 1           | 1            |
| 13        | 15            | Aidan Caves          | Canada        | 0            | 1           | 1            |
| 14        | 2             | Jan-Willem van Schip | Paesi Bassi   | 0            | 0           | 0            |
| 15        | 4             | Niklas Larsen        | Danimarca     | 0            | 0           | 0            |
| 16        | 5             | Daniel Holloway      | Stati Uniti   | 0            | 0           | 0            |
| 17        | 6             | Felix English        | Irlanda       | 0            | 0           | 0            |
| 18        | 7             | Claudio Imhof        | Svizzera      | 0            | 0           | 0            |
| 19        | 8             | Albert Torres        | Spagna        | 0            | 0           | 0            |
| 20        | 9             | Lindsay De Vylder    | Belgio        | 0            | 0           | 0            |
| 21        | 10            | Tomas Contte         | Argentina     | 0            | 0           | 0            |
| 22        | 11            | Eiya Hashimoto       | Giappone      | 0            | 0           | 0            |
| 23        | 12            | Leung Chun Wing      | Hong Kong     | 0            | 0           | 0            |
| 24        | 20            | Nicolas Pietrula     | Rep. Ceca     | 0            | 0           | 0            |

### Gara ad eliminazione
Terza di 4 prove
| Posizione | Atleta               | Nazione       | Punti |
| --------- | -------------------- | ------------- | ----- |
| 1         | Szymon Sajnok        | Polonia       | 40    |
| 2         | Jan-Willem van Schip | Paesi Bassi   | 38    |
| 3         | Simone Consonni      | Italia        | 36    |
| 4         | Claudio Imhof        | Svizzera      | 34    |
| 5         | Roman Gladyš         | Ucraina       | 32    |
| 6         | Raman Tsishkou       | Bielorussia   | 30    |
| 7         | Benjamin Thomas      | Francia       | 28    |
| 8         | Campbell Stewart     | Nuova Zelanda | 26    |
| 9         | Mamyr Staš           | Russia        | 24    |
| 10        | Niklas Larsen        | Danimarca     | 22    |
| 11        | Albert Torres        | Spagna        | 20    |
| 12        | Ignacio Prado        | Messico       | 18    |
| 13        | Eiya Hashimoto       | Giappone      | 16    |
| 14        | Lindsay De Vylder    | Belgio        | 14    |
| 15        | Oliver Wood          | Gran Bretagna | 12    |
| 16        | Daniel Holloway      | Stati Uniti   | 10    |
| 17        | Christos Volikakis   | Grecia        | 8     |
| 18        | Maximilian Beyer     | Germania      | 6     |
| 19        | Tomas Contte         | Argentina     | 4     |
| 20        | Leung Chun Wing      | Hong Kong     | 2     |
| 21        | Aidan Caves          | Canada        | 1     |
| 22        | Felix English        | Irlanda       | 1     |
| 23        | Ivo Oliveira         | Portogallo    | 1     |
| 24        | Nicolas Pietrula     | Rep. Ceca     | 1     |

### Gara a punti
In questa gara i ciclisti sommano ai punti guadagnati durante la gara, tutti i punti conquistati in precedenza
| Posizione | Atleta               | Nazione       | Punti giri | Punti sprint | Punti totali |
| --------- | -------------------- | ------------- | ---------- | ------------ | ------------ |
| 1         | Szymon Sajnok        | Polonia       | 0          | 13           | 111          |
| 2         | Jan-Willem van Schip | Paesi Bassi   | 0          | 15           | 107          |
| 3         | Simone Consonni      | Italia        | 0          | 6            | 104          |
| 4         | Ivo Oliveira         | Portogallo    | 20         | 11           | 94           |
| 5         | Campbell Stewart     | Nuova Zelanda | 0          | 15           | 93           |
| 6         | Oliver Wood          | Gran Bretagna | 20         | 18           | 90           |
| 7         | Raman Tsishkou       | Bielorussia   | 0          | 3            | 87           |
| 8         | Niklas Larsen        | Danimarca     | 40         | 6            | 86           |
| 9         | Benjamin Thomas      | Francia       | 0          | 9            | 83           |
| 10        | Eiya Hashimoto       | Giappone      | 20         | 7            | 82           |
| 11        | Claudio Imhof        | Svizzera      | 0          | 0            | 72           |
| 12        | Christos Volikakis   | Grecia        | 0          | 3            | 65           |
| 13        | Albert Torres        | Spagna        | 20         | 6            | 64           |
| 14        | Ignacio Prado        | Messico       | 0          | 6            | 59           |
| 15        | Maximilian Beyer     | Germania      | 0          | 2            | 58           |
| 16        | Mamyr Staš           | Russia        | 0          | 0            | 58           |
| 17        | Roman Gladyš         | Ucraina       | 0          | 0            | 57           |
| 18        | Daniel Holloway      | Stati Uniti   | 0          | 1            | 57           |
| 19        | Felix English        | Irlanda       | 20         | 0            | 39           |
| 20        | Lindsay De Vylder    | Belgio        | 0          | 0            | 28           |
| 21        | Aidan Caves          | Canada        | 0          | 0            | 19           |
| 22        | Tomas Contte         | Argentina     | 0          | 0            | 13           |
| 23        | Leung Chun Wing      | Hong Kong     | 0          | 0            | 4            |
| 23        | Nicolas Pietrula     | Rep. Ceca     | −20        | 0            | −17          |